# Gulbukig trupial
Gulbukig trupial (Pseudoleistes virescens) är en fågel i familjen trupialer inom ordningen tättingar.

## Utseende
Gulbukig trupial är en stor trupial med en relativt lång och tunn näbb. Fjäderdräkten är övervägande mörkbrun med skarpt avgränsad gul buk. Liknande gulgumpad trupial har just gul övergump, men också ett gult vingband.

## Utbredning och systematik
Fågeln förekommer i fuktiga betesmarker längst ner i södra Brasilien samt i Uruguay och norra Argentina. Den behandlas som monotypisk, det vill säga att den inte delas in i några underarter.

## Levnadssätt
Gulbukig trupial hittas i våtmarker, fuktiga gräsmarker och ibland också i odlade fält. Den födosöker på marken. Utanför häckningstid kan den samlas i stora flockar.

## Status
Arten har ett stort utbredningsområde och beståndet anses vara stabilt. Internationella naturvårdsunionen IUCN listar den därför som livskraftig (LC).

## Bilder

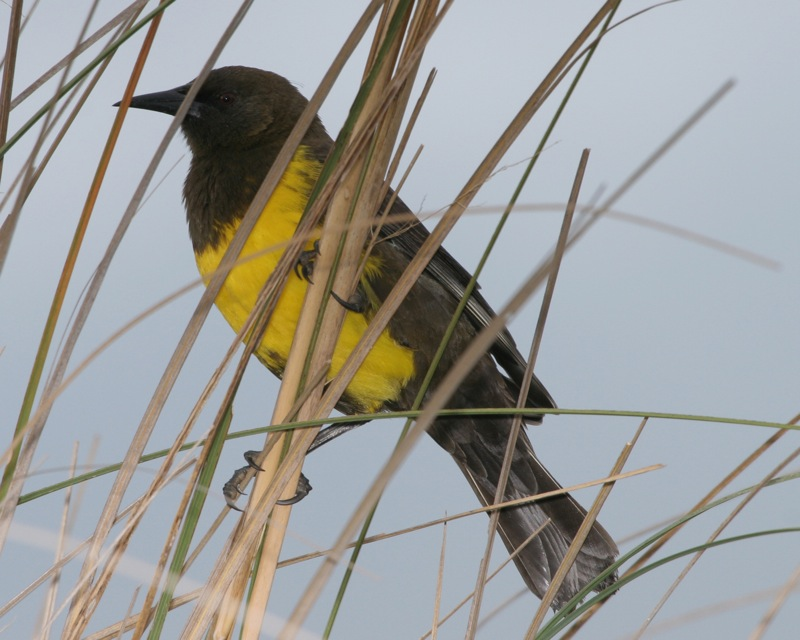
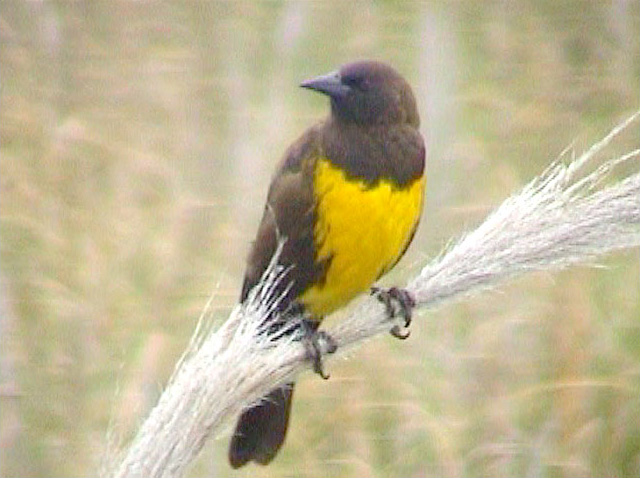